# Ejegayehu Dibaba
Pour les articles homonymes, voir Dibaba.
Ejegayehu Dibaba (née le 21 mars 1982), est une athlète éthiopienne, pratiquant la course de fond.

## Carrière
Sœur ainée de Tirunesh Dibaba et de Genzebe Dibaba, cousine de Derartu Tulu, elle remporte une médaille d'argent lors des Jeux olympiques 2004 d'Athènes à l'épreuve du 10 000 mètres. 
Puis, l'année suivante, elle remporte deux médailles de bronze aux Championnats du monde d'athlétisme 2005 à Helsinki, sur 5 000 et 10 000 mètres, deux compétitions qui sont remportées par sa sœur.
Effacée du monde sportif depuis 2011, Ejegayehu Dibaba prévoit un retour pour la saison 2018.

## Vie privée
Elle est mère de deux enfants.

## Palmarès
| Date | Compétition                    | Lieu        | Résultat | Épreuve     | Temps           |
| ---- | ------------------------------ | ----------- | -------- | ----------- | --------------- |
| 2002 | Championnats d’Afrique         | Tunis       | 3e       | 5 000 m     | 15 min 56 s 02  |
| 2003 | Championnats du monde de cross | Avenches    | 9e       | Cross court | 12 min 59 s     |
| 2003 | Championnats du monde de cross | Avenches    | 2e       | Par équipes | 24 pts          |
| 2003 | Jeux africains                 | Abuja       | 1re      | 10 000 m    | 32 min 34 s 54  |
| 2003 | Jeux afro-asiatiques           | Hyderabad   | 1re      | 10 000 m    | 33 min 01 s 12  |
| 2003 | Championnats du monde          | Paris       | 9e       | 10 000 m    | 31 min 01 s 07  |
| 2004 | Championnats du monde de cross | Bruxelles   | 2e       | Cross long  | 27 min 29 s     |
| 2004 | Championnats du monde de cross | Bruxelles   | 1re      | Par équipes | 26 pts          |
| 2004 | Championnats du monde de cross | Bruxelles   | 10e      | Cross court | 13 min 23 s     |
| 2004 | Championnats du monde de cross | Bruxelles   | 1re      | Par équipes | 19 pts          |
| 2004 | Jeux olympiques                | Athènes     | 2e       | 10 000 m    | 30 min 24 s 98  |
| 2005 | Championnats du monde          | Helsinki    | 3e       | 5 000 m     | 14 min 42 s 47  |
| 2005 | Championnats du monde          | Helsinki    | 3e       | 10 000 m    | 30 min 26 s 00  |
| 2007 | Championnats du monde          | Osaka       | 7e       | 10 000 m    | 32 min 30 s 44  |
| 2008 | Championnats d’Afrique         | Addis-Abeba | 2e       | 10 000 m    | 32 min 50 s 36  |
| 2008 | Jeux olympiques                | Pékin       | 13e      | 10 000 m    | 31 min 22 s 18  |
| 2011 | Marathon de Chicago            | Chicago     | 2e       | Marathon    | 2 h 22 min 09 s |

## Records
| Épreuve       | Performance    | Lieu       | Date         |
| ------------- | -------------- | ---------- | ------------ |
| 5 000 mètres  | 14 min 32 s 74 | Bergen     | 11 juin 2004 |
| 10 000 mètres | 30 min 18 s 39 | Sollentuna | 28 juin 2005 |